# Marek Zubik
Marek Tadeusz Zubik (ur. 7 maja 1974 w Przemyślu) – polski prawnik, konstytucjonalista, nauczyciel akademicki, profesor nauk prawnych, zastępca rzecznika praw obywatelskich (2007–2010), przewodniczący Rady Legislacyjnej XI kadencji, sędzia Trybunału Konstytucyjnego w stanie spoczynku, przewodniczący Komitetu Nauk Prawnych Polskiej Akademii Nauk w kadencji 2015–2018.

## Życiorys

### Wykształcenie i kariera naukowa
W 1997 ukończył studia na Wydziale Prawa i Administracji Uniwersytetu Warszawskiego. W 2000 uzyskał stopień doktora nauk prawnych na podstawie pracy pt. Budżet państwa w polskim prawie konstytucyjnym. Cztery lata później uzyskał stopień doktora habilitowanego nauk prawnych na podstawie dorobku naukowego i rozprawy habilitacyjnej pt. Organizacja wewnętrzna Sejmu Rzeczypospolitej Polskiej. W 1999 był stypendystą Fundacji na rzecz Nauki Polskiej.
Po ukończeniu studiów podjął pracę w Instytucie Nauk o Państwie i Prawie WPiA UW, w 2006 objął stanowisko kierownika Katedry Prawa Konstytucyjnego. W tym samym roku został profesorem nadzwyczajnym Uniwersytetu Warszawskiego. W 2013 otrzymał tytuł profesora nauk prawnych. W 2014 został profesorem zwyczajnym UW.
Brał udział w programach badawczych realizowanych przez Helsińską Fundację Praw Człowieka, Instytut Spraw Publicznych i Komitet Badań Naukowych. Współpracował jako ekspert z Organizacją Bezpieczeństwa i Współpracy w Europie. W pracy naukowej zajął się problematyką prawa parlamentarnego, ustrojowych aspektów finansów publicznych, funkcjonowaniem władzy sądowniczej i ochroną praw człowieka.
Pod jego kierunkiem stopień naukowy doktora uzyskali Adam Krzywoń (2010) i Maciej Berek (2016).

### Działalność publiczna
W latach 1998–2002 był ekspertem Biura Studiów i Ekspertyz Kancelarii Sejmu. Od 2000 do 2004 pełnił funkcję sekretarza sekcji polskiej Międzynarodowego Stowarzyszenia Nauk Prawnych w Paryżu. Powołany w skład Komitetu Nauk Prawnych Polskiej Akademii Nauk. W latach 2004–2007 był jego sekretarzem, a w 2007 zasiadł w jego prezydium.
Powołany także w skład zarządu Polskiego Towarzystwa Prawa Konstytucyjnego, został wiceprezesem tej organizacji. Do marca 2016 był członkiem kolegium redakcyjnego „Przeglądu Sejmowego” (został odwołany wraz ze wszystkimi członkami redakcji).
W latach 2002–2007 pełnił funkcję zastępcy dyrektora Zespołu Wstępnej Kontroli Skarg Konstytucyjnych i Wniosków w Biurze Trybunału Konstytucyjnego. Od listopada 2007 do lipca 2010 był zastępcą rzecznika praw obywatelskich. Od czerwca 2010 zajmował stanowisko przewodniczącego Rady Legislacyjnej XI kadencji.
26 listopada 2010 Sejm wybrał go na sędziego Trybunału Konstytucyjnego. 3 grudnia 2010 złożył ślubowanie, rozpoczynając dziewięcioletnią kadencję. W styczniu 2017 prokurator generalny Zbigniew Ziobro skierował do TK wniosek kwestionujący zgodność z Konstytucją RP uchwały o wyborze Marka Zubika oraz Stanisława Rymara i Piotra Tulei. Marek Zubik nie był w późniejszym czasie wyznaczany do składów orzekających. Trybunał Konstytucyjny nie rozpoznał wniosku do końca jego kadencji, która zakończyła się 3 grudnia 2019.
W 2024 objął funkcję redaktora naczelnego „Przeglądu Sejmowego”.

## Publikacje
Jest autorem, współautorem lub redaktorem około 150 publikacji naukowych. Publikował na łamach m.in. „Państwa i Prawa”, „Przeglądu Sądowego”, „Przeglądu Sejmowego” oraz „Przeglądu Powszechnego”.
Wybrane publikacje książkowe:
- Problem aborcji na świecie w dokumentach i orzecznictwie sądowym, Warszawa 1997,
- Budżet państwa w polskim prawie konstytucyjnym, Warszawa 2001,
- Niedostatki wymiaru sprawiedliwości, Warszawa 2001 (red.),
- Przyszłość polskiego wymiaru sprawiedliwości, Warszawa 2001 (współred.),
- Organizacja wewnętrzna Sejmu Rzeczypospolitej Polskiej, Warszawa 2003,
- Zapobieganie konfliktowi interesów w III RP, Warszawa 2003 (red.),
- Księga XX-lecia Trybunału Konstytucyjnego, Warszawa 2006 (red.),
- Księga jubileuszowa Rzecznika Praw Obywatelskich, Warszawa 2008, t. I–IV (red.),
- Status prawny sędziego Trybunału Konstytucyjnego, Warszawa 2011.